# Dobrá Voda (Mrákotín)
Dobrá Voda (německy Gutwasser) je malá vesnice, část městyse Mrákotín v okrese Jihlava. Nachází se asi 1,5 km na jihozápad od Mrákotína. V roce 2009 zde bylo evidováno 28 adres. V roce 2001 zde trvale žilo 61 obyvatel. Součástí byly Lázně Jáchymovy z počátku 17. století postaveny na sirno-železitém pramenu. Lázně byly pojmenované po zakladateli hraběti Jáchymovi Slavatovi.
Dobrá Voda leží v katastrálním území Mrákotín u Telče o výměře 13,6 km2.

## Název
Název se vyvíjel od varianty Lázně Jáchymovy (1682), Wobrawoda (1720), Gutwasser a Dobrawoda (1846), Gutwasser a Dobrá Voda (1872) až k podobě Dobrá Voda v roce 1881. Místní jméno je odvozeno od léčivého pramenu. Název z roku 1682 (Lázně Jáchymovy) odkazuje na hraběte Jáchyma Slavatu.

## Historie
První písemná zmínka o obci pochází z roku 1541. Od roku 1869 přísluší k Mrákotínu.

## Přírodní poměry
Dobrá Voda leží v okrese Jihlava v Kraji Vysočina. Nachází se 1,5 km jižně od Mrákotína, 2,5 km západně od Krahulčí, 2,5 km severně od Olší a 1,5 km východně od Praskoles. Geomorfologicky je oblast součástí Česko-moravské subprovincie, konkrétně leží na rozmezí Křižanovské vrchoviny a Javořické vrchoviny a jejího podcelku Brtnická vrchovina a Jihlavské vrchy, v jejichž rámci spadá pod geomorfologické okrsky Třešťská pahorkatina a Mrákotínská sníženina. Průměrná nadmořská výška činí 540 metrů. Nejvyšší bod o nadmořské výšce 585 metrů leží severně od vsi a stojí na něm kostel sv. Jáchyma. Dobrou Vodou protéká Praskoleský potok, na němž se nachází Hamerský rybník, jehož západní okraj leží na území Dobré Vody.
Leží na území národního geoparku Vysočina.

## Obyvatelstvo
Podle sčítání 1930 zde žilo v 23 domech 113 obyvatel. 111 obyvatel se hlásilo k československé národnosti. Žilo zde 112 římských katolíků a 1 evangelík.
| Rok            | 1869 | 1880 | 1890 | 1900 | 1910 | 1921 | 1930 | 1950 | 1961 | 1970 | 1980 | 1991 | 2001 | 2011 | 2021 |
| -------------- | ---- | ---- | ---- | ---- | ---- | ---- | ---- | ---- | ---- | ---- | ---- | ---- | ---- | ---- | ---- |
| Počet obyvatel | 102  | 142  | 132  | 128  | 129  | 131  | 113  | 103  | 96   | 83   | 80   | 67   | 61   | 77   | 61   |
| Počet domů     | 15   | 20   | 21   | 21   | 22   | 23   | 23   | 20   | —    | 20   | 20   | 23   | 25   | 25   | 26   |

## Hospodářství a doprava
Nalézají se zde ubytovací zařízení Letovisko Dobrá Voda, Privát Zdeňkov a penzion Pod Jáchymem.
Prochází tudy silnice III. třídy č. 40615. Dopravní obslužnost zajišťují dopravci ICOM transport, Josef Štefl - tour a ČSAD Jindřichův Hradec. Autobusy jezdí ve směrech Dačice, Mrákotín, Telč, Kunžak, Strmilov, Studená, Jihlava a Želetava. Dobrou Vodou vede cyklistická trasa č. 5261 z Praskoles do Borovné a modře značená turistická trasa z Mrákotína do Olší.

## Školství, kultura a sport
Místní děti chodí na první stupeň základní školy do Mrákotína, na druhý stupeň dojíždějí do základní školy v Telči.

## Památky
- Kostel sv. Jáchyma – kostel byl postaven v roce 1682 na návrší nad osadou horníků
- Budovy bývalých lázní, dnes penzion
- Zvonička postavená z mrákotínské žuly z roku 1936
- Lochy

## Zajímavosti
- Během natáčení filmu Až přijde kocour, který byl realizován převážně v Telči, byli v místním letovisku ubytováni Jan Werich, Jiří Sovák, Vladimír Menšík, Jiřina Bohdalová a Stella Zázvorková.
- Dobrá Voda u Telče byla oblíbeným výletním místem herců Bohuše Záhorského, Vlasty Fialové a režiséra Emila Františka Buriana.